# Universidad de Pittsburgh
La Universidad de Pittsburgh (University of Pittsburgh en idioma inglés), comúnmente referida como Pitt, es una universidad independiente ubicada en Pittsburgh, Pensilvania, Estados Unidos. 
Fundada en 1787, Pitt es líder en campos como la filosofía y la medicina, y es muy conocida por el trabajo pionero en el desarrollo de la primera vacuna contra la polio. En el ranking de las universidades mundiales en 2007 ocupaba el puesto N°49.
La Universidad de Pittsburgh pertenece al "Commonwealth System of Higher Education".

## Historia
Fue fundada como Pittsburgh Academy (Academia de Pittsburgh) en 1787, situada en esa época en la frontera estadounidense. Es una de las instituciones más antiguas de educación superior del país. En 1819 cambió de nombre a Western University of Pennsylvania (Universidad Occidental de Pensilvania), y en 1908, después de mudarse a su campus actual en el barrio de Oakland en Pittsburgh, cambió definitivamente de nombre al actual, Universidad de Pittsburgh. Durante la mayor parte de su historia, Pitt ha sido una universidad privada, hasta que se convirtió en 1966 en miembro del Commonwealth System of Higher Education (Sistema de Educación Superior de la Mancomunidad de Pensilvania).

## Escalafones
La universidad se ha situado entre las siete principales universidades de investigación pública de los EE. UU. y entre las 25 principales universidades de investigación, además de situarse entre las universidades públicas con mayor calidad de vida de los estudiantes según el U.S. News & World Report y el periódico The Princeton Review, ha sido destacada como "mejor valor" por varias publicaciones y ha aparecido en varios ránquines de las mejores universidades del mundo.

## Investigación
Pitt es una de las más impetuosas instituciones de investigación en la nación y del mundo, como demuestran sus $642 millones de desembolsos en investigaciones al año, por ser una de las 5 escuelas que más cobran las asignaciones a la investigación de los National Institutes of Health, y por su posición como uno de los 63 miembros norteamericanos que componen la Association of American Universities (Asociación de Universidades Americanas). Pitt y su escuela médica son también estrechamente afiliados con el University of Pittsburgh Medical Center (Centro Medical de la Universidad de Pittsburgh), un delantero centro académico médico y el más activo centro de neurocirugía y trasplante de órganos que hay en los Estados Unidos.  Estos recursos han propulsado a Pitt hacia un papel de liderazgo en las esferas de la ciencia de células madres, la defensa contra bioterrorismo, y la ingeniera de tejidos.
Pitt es famosa por su papel central en desarrollar la primera vacuna contra la polio;

## Campus
Pitt se reconoce popularmente por su edificio central, la Cathedral of Learning (Catedral de Aprendizaje), que al abarcar 535 pies (163.068 m), es el edificio educacional más alto en el hemisferio occidental.

## Deportes
Pitt compite en la División I de la NCAA, en la Big East Conference.